# Anchistioididae
Famille
Les Anchistioididae sont une famille de crevettes (crustacés décapodes) de la super-famille des Palaemonoidea.

## Liste des genres
Selon World Register of Marine Species (18 avril 2016), Anchistioididae comprend le genre suivant :
- genre Anchistioides Paul'son, 1875

## Publication originale
- (en) Borradaile, 1915 : Notes on Carides. The Annals and magazine of natural history; zoology, botany, and geology, sér. 8, vol. 15, n. 1, pp. 205-213 (texte intégral).